# Протон (ракета-носій)
Прото́н (УР-500 (індекс ГРАУ 8К82))— ракета-носій важкого класу, призначена для виведення автоматичних космічних апаратів на орбіту Землі та на відлітні траєкторії в космічний простір. Розроблений в підрозділі ОКБ-23 (нині ГКНПЦ ім. М. В. Хрунічева), який був частиною ОКБ-52 В. М. Челомея. Первинний двоступінчастий варіант носія «Протон» (УР-500) став одним з перших носіїв середньо-важкого класу, а триступеневий «Протон-К»— важкого, поряд з американською РН «Сатурн-1Б».
РН «Протон» стала засобом виведення всіх радянських і російських орбітальних станцій «Салют-ДОС» і «Алмаз», модулів станцій «Мир» і МКС, перспективних пілотованих космічних кораблів ТКС і Л-1/«Зонд» (радянська місячно-облітна програма), а також важких супутників комерційного та військового призначення і міжпланетних станцій.
З середини 2000-х років основною модифікацією ракети-носія «Протон» стала РН «Протон-М», яка використовується для запуску як федеральних російських, так і комерційних іноземних космічних апаратів.

## Історія створення
На початку 60-х років XX сторіччя керівництво СРСР було зацікавлене у створенні ракет, здатних виводити в космос велике корисне навантаження військового призначення, а також нести боєголовку в кілька десятків мегатонн у тротиловому еквіваленті. Проєкти на розробку цих ракет представили всі конструкторські бюро (КБ): КБ С. П. Корольова, яке в той час вже працювало над міжконтинентальною балістичною ракетою (МБР) Р-9, представило проєкт важкої «місячної» ракети Н-1; КБ М. К. Янгеля запропонувало проєкт уніфікованих МБР Р-46 і важкої РН Р-56 з стартовою масою 1165—1421 т; дослідне конструкторське бюро № 52 (ОКБ-52) під керівництвом В. М. Челомея пропонувало створити сімейство ракет різної стартової маси для широкого діапазону закидаємого вантажу: МБР легкого класу УР-100 («Універсальна Ракета»), МБР середнього класу УР-200, МБР важкого класу УР-500 і надпотужну РН УР-700.
Завдяки наполегливості Челомея, відповідно до Постановами ЦК КПРС і РМ СРСР від 16 березня та 1 серпня 1961 р., ОКБ-52 початок проєктування стратегічної МБР УР-200 (8К81).
Роком пізніше, за Постановою ЦК КПРС і РМ СРСР № 409—183 від 29 квітня 1962 р., в ОКБ-23 (в даний час КБ «Салют», підрозділ ГКНПЦ ім. Хрунічева), який увійшов до складу ОКБ-52 як філія № 1 всього лише двома роками раніше (3 жовтня 1960 року), почалося проєктування ракети УР-500. Головним конструктором УР-500 був призначений Павло Івенса. У 1962 році цю посаду зайняв Юрій Труфанов, а потім— Дмитро Полухін, що став згодом Генеральним конструктором КБ «Салют». Провідним конструктором (відповідальним виконавцем) проєкту весь цей час залишався Віталій Виродов. На розробку ракети відводилося три роки.
За первинним проєктом УР-500 являла собою чотири паралельно з'єднані двоступінчасті ракети УР-200 з третім ступенем, виготовленим на базі модифікованого другого ступеня УР-200. Після ретельного опрацювання цього варіанту виявилося, що така конструкція ракети не дозволяє досягти бажаної відносної вантажопідйомності.
Провівши поглиблене опрацювання концепції ракети, ОКБ-23 почало розробку УР-500 за триступеневою схемою з послідовним (тандемним) розташуванням ступенів. Тим не менш, як і передбачалося на початковому етапі, як верхні ступені було вирішено застосувати модифікований варіант УР-200.
Ракета розроблялася як в бойових варіантах: орбітальної і міжконтинентальної балістичної ракети для ураження надпотужної термоядерної боєголовкою (100 мегатонн і більше) особливо важливих цілей у будь-якій точці планети, так і у варіанті ракети-носія важких супутників.
Згідно з конструктивно-компонувальною схемою, ракета виготовлялася на машинобудівному заводі ім. М. В. Хрунічева і транспортувалася в розібраному вигляді залізничним транспортом на «Байконур». Діаметр центральних блоків ракети був визначений за розміром залізничного габариту навантаження— 4100 мм.
Довжина конструкції центрального блоку першого ступеня була визначена необхідним об'ємом окисника в прискорювачі першого ступеня і довжиною залізничного великогабаритного вантажу.
Двигуни першого ступеня, РРД РД-253, були розроблені в КБ Енергетичного машинобудування (генеральний конструктор В. П. Глушко). Використання цього двигуна в ракеті Н-1 було відкинуте С. П. Корольовим через токсичність компонентів його палива та недостатній питомий імпульс. Було вирішено, що після деякої переробки РД-253 буде використаний на першому ступені УР-500.
Для бойового варіанту проєктувався в тому числі і маневруючий бойовий блок АБ-500.

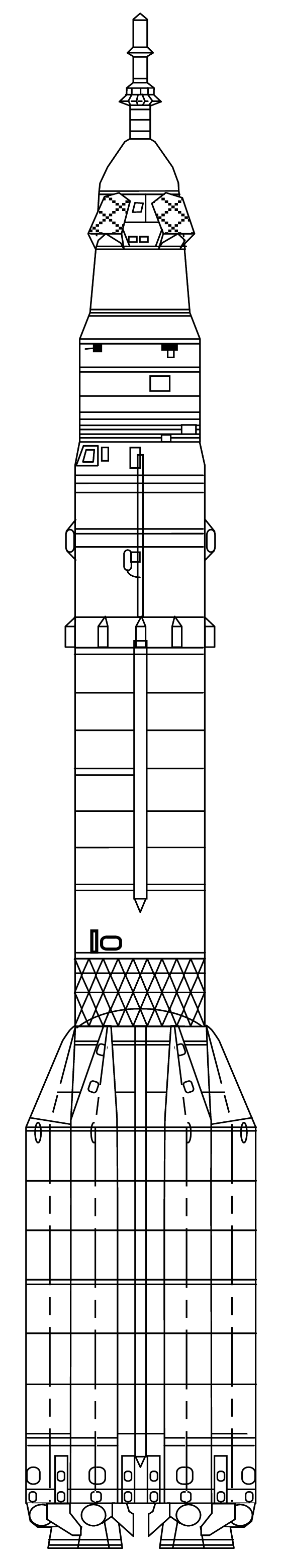
Протон-К в варіанті для запуску КК Союз 7К-Л1

У розробку нової ракети були залучені і інші конструкторські бюро: КБ Хімавтоматики виготовляло двигуни другого і третього ступеня (головний конструктор С. А. Косберг, а потім А. Д. Конопатов), «НДІ автоматики та приладобудування»— систему керування і електроавтоматику, КБ «Рубін» і КБ «Восток»— рульові приводи, керуючі відхиленням двигунів всіх ступенів, НДІ Приладобудування— систему спорожнення баків, НДІ Точної механіки— систему безпеки РН і КБ Київського заводу «Арсенал»— систему прицілювання.
Розробка ракети підтримувалася М. С. Хрущовим. Однак після його відставки було прийнято рішення про припинення робіт по ракеті УР-200, аналогічної за можливостями МБР Р-9 С. П. Корольова. Оскільки УР-500 містила у собі варіант УР-200, така ж доля загрожувала і їй. Тим не менш, завдяки твердій позиції академіка М. В. Келдиша, врешті-решт було вирішено використовувати УР-500 як важкий носій для космічних апаратів (КА).
Перший пуск нової двоступеневої РН УР-500 відбувся 16 липня 1965 року з космічним апаратом Н-4 № 1 «Протон-1». Цей супутник вагою 12,2 т, крім іонізаційного калориметра СЕЗ-14 (Спектр, Енергія, Заряд до {\displaystyle 10^{14}} еВ) вагою близько 7 т та інших службових модулів, також включав частину агрегатів другого ступеня.

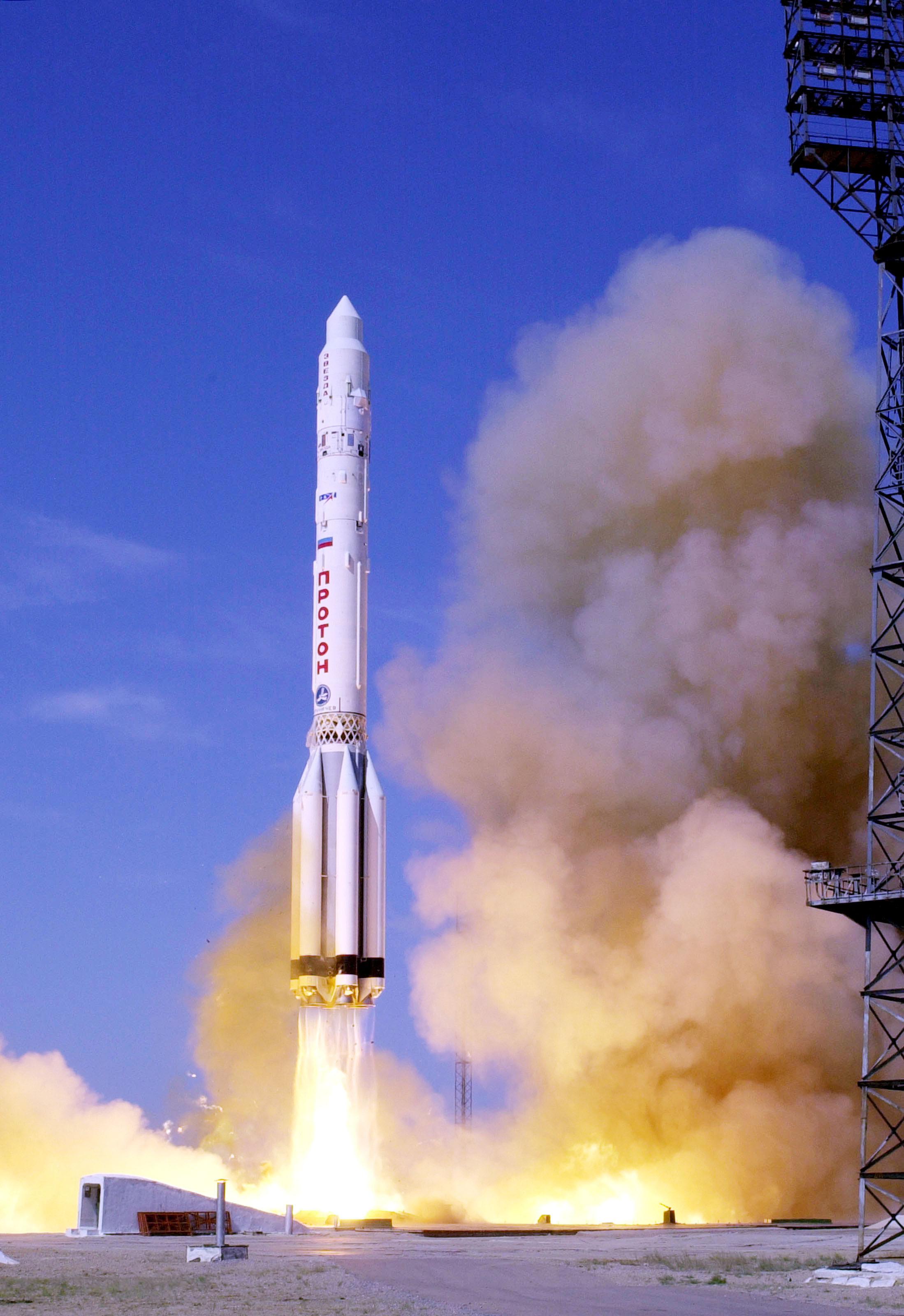
«Протон-К» виводить на орбіту модуль «Звєзда» для МКС.

Таким чином, без агрегатів другого ступеня, маса корисного навантаження РН УР-500 дорівнювала 8,4 т. Всього в 1965-66 роках було здійснено чотири запуски супутників «Протон».
Хоча офіційно ракета була названа «Геркулес» (або, за іншими даними, «Атлант»), в пресі вона згадувалася за ім'ям свого першого корисного навантаження— «Протон».
Починаючи з липня 1965 року почалася розробка триступеневого варіанту РН УР-500К (8К82К «Протон-К»). Нова РН була також розроблена у філії № 1 ОКБ-52. РН «Протон-К» повинна була використовуватися для виведення на відлітну траєкторію нових КА для обльоту Місяця. Крім того, почалися роботи над четвертим ступенем РН «Протон-К» на базі п'ятого ступеня ракети-носія Н-1, що отримала назву блок Д. Згідно з цим проєктом (УР-500К-Л1), двосекційний корабель 7К-Л1 (варіант «Союзу») виводився на відлітну траєкторію для польоту до Місяця, здійснював обліт Місяця і благополучно повертався. Польоти були заплановані спочатку в безпілотному, а потім у пілотованому варіантах.
Перший пуск триступеневої ракети «Протон-К» був проведений 10 березня 1967 з блоком Д і КК 7К-Л1П («Космос-146»), прототипом майбутнього місячного корабля 7К-Л1. Ця дата вважається днем народження РН «Протон-К».

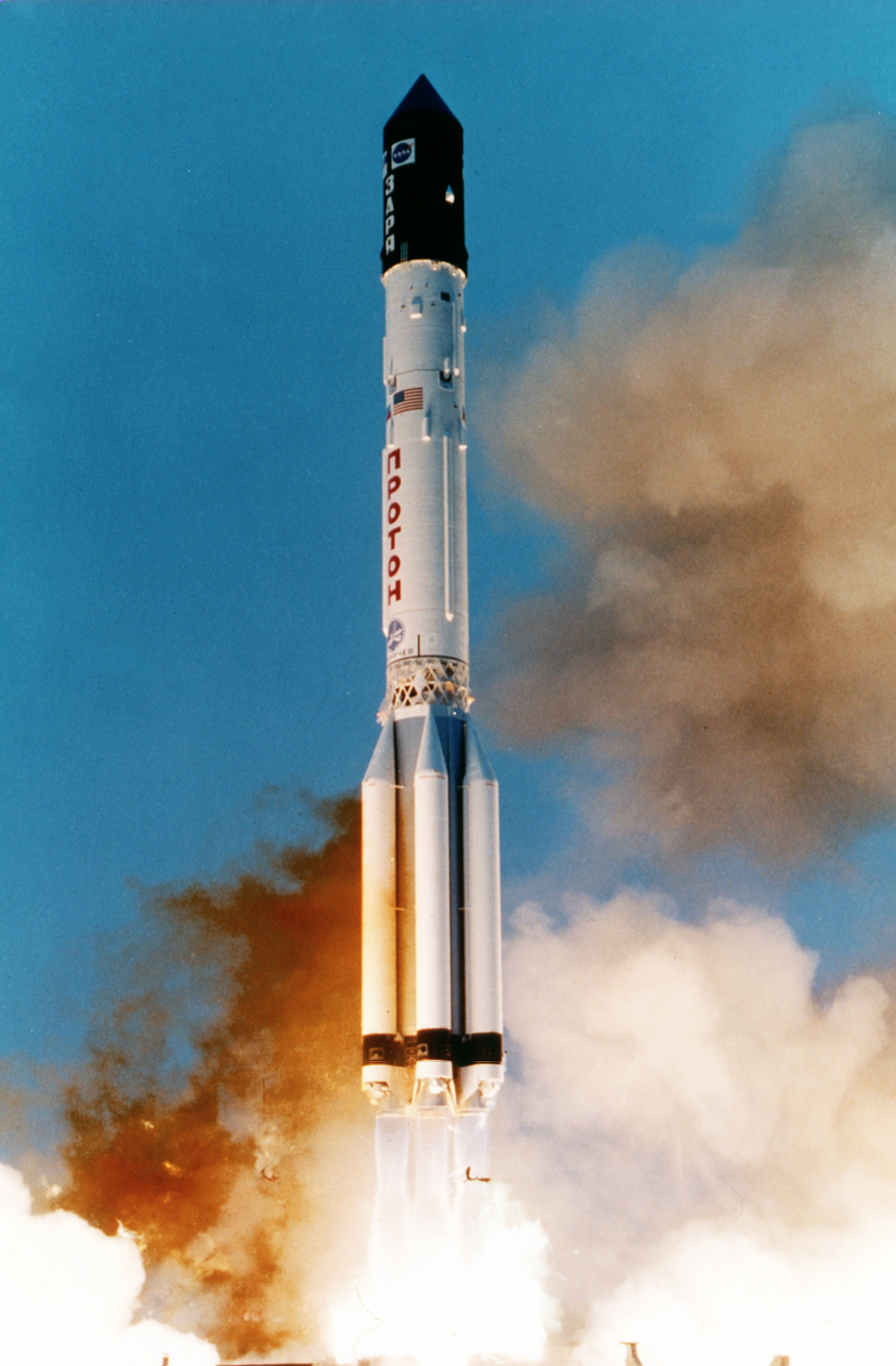
«Протон-К» з модулем «Заря» для МКС. 20 листопада 1998

З 11 запусків 7К-Л1 тільки політ КА «Зонд 7» був визнаний повністю успішним, що означає, що загальна ймовірність здійснення обльоту Місяця і приземлення на території Радянського Союзу склала не більше 9 %. В інших 10 пусках в п'яти випадках місії не були завершені з вини «Протона-К» і ще п'ять місій— з вини 7К-Л1. В результаті через велику кількість невдач з Н-1, «Протон» і 7К-Л1 і того факту, що Аполлон-11 успішно висадився на Місяць 20 липня 1969, було вирішено згорнути радянську місячну програму.

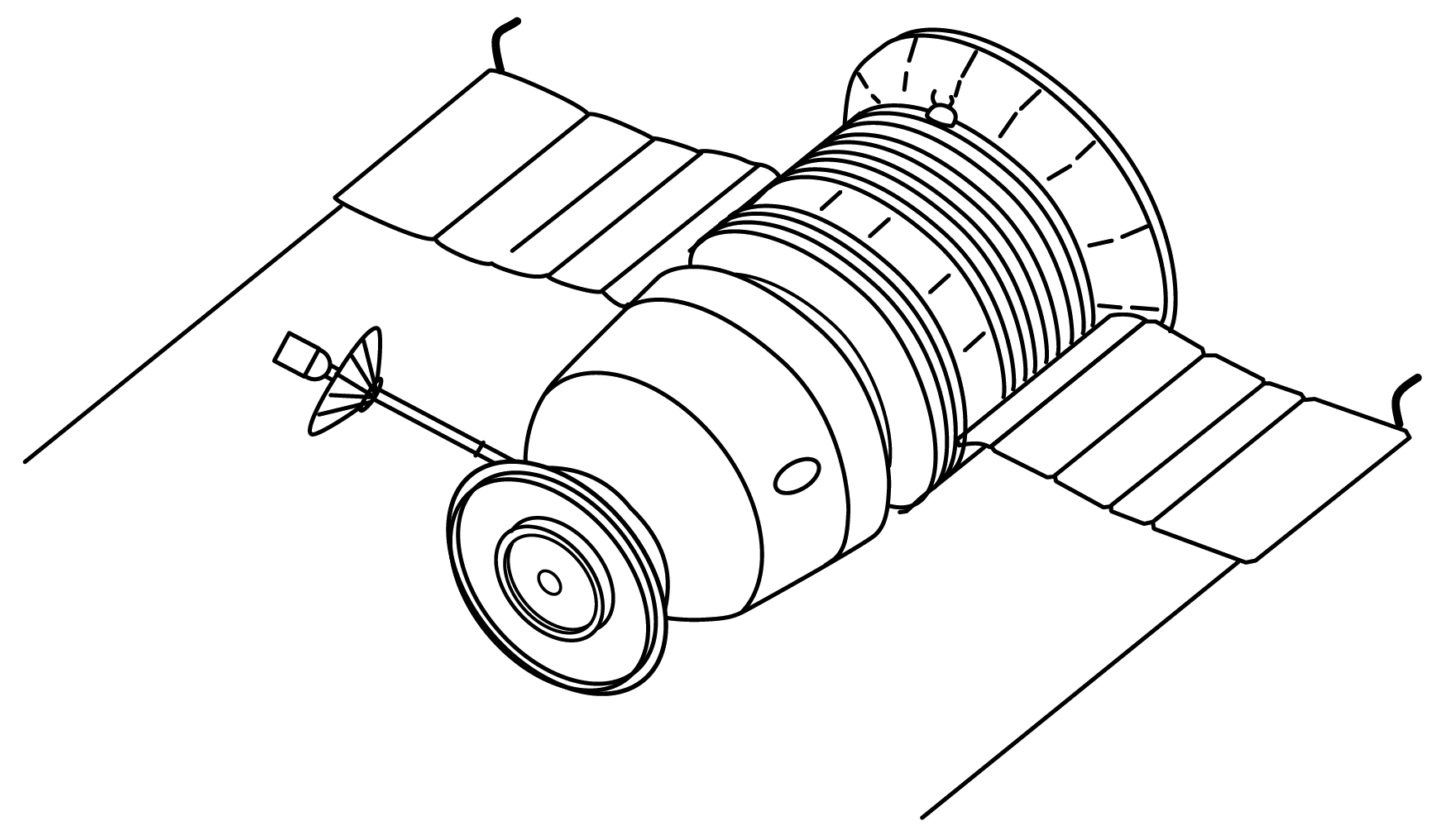
Корабель «Союз 7K-Л1» (Зонд)

Крім того, через велику кількість аварій на початковому етапі льотних випробувань (з березня 1967 року по серпень 1970 року було здійснено всього лише 6 повністю успішних пусків з 21-го). РН «Протон-К» була прийнята на озброєння тільки в 1978 році, після 61-го пуску.
«Протон-К» з розгінним блоком Д регулярно використовувалася для запуску різних наукових, військових і цивільних космічних апаратів.
Триступеневий «Протон-К» використовувався для виведення корисного навантаження на низькі орбіти, чотириступеневий — для виведення космічних апаратів на високоенергетичні орбіти. Залежно від модифікації ракета була здатна вивести до 21 т корисного навантаження на орбіту висотою 200 км і до 2,6 т на геостаціонарну орбіту (ГСО). В даний час виробництво «Протона-К» припинено. Остання РН цієї серії була випущена наприкінці 2000-х років що зберігалася в арсеналі. Її пуск був проведений 30 березня 2012 року. У загальній складності з 1967 по 2012 рік РН «Протон-К» стартувала 312 разів
З 2001 року в ГКНПЦ ім. М. В. Хрунічева випускається сучасніша модифікація ракети— 8К82КМ «Протон-М». Новий варіант РН «Протон» відрізняється підвищеною екологічністю, цифровою системою керування і новим розгінним блоком 14С43 Бриз-М, що дозволило помітно збільшити корисне навантаження при виведенні на геоперехідну і геостаціонарну орбіти. Модифікована версія дозволяє встановлювати обтічники більших розмірів у порівнянні з «Протон-К».

## Конструкція
Перший варіант ракети-носія «Протон» був двоступеневим. Наступні модифікації ракети, «Протон-К» і «Протон-М», запускалися або в три-(на опорну орбіту), або в чотириступеневому варіантах (з розгінним блоком).

### РН УР-500
Ракета-носій (РН) УР-500 («Протон», індекс ГРАУ 8K82) складалася з двох ступенів, перший з яких був розроблений спеціально для цієї РН, а другий успадкований від проєкту ракети УР-200. У цьому варіанті РН «Протон» була здатна виводити 8,4 т корисного вантажу на низьку навколоземну орбіту.

#### Перший ступінь
Перший ступінь складається з центрального і шести бічних блоків, розташованих симетрично навколо центрального.
Центральний блок включає в себе перехідний відсік, бак окисника і хвостовий відсік, в той час як кожен з бічних блоків прискорювача першого ступеня складається з переднього відсіку, бака пального і хвостового відсіку, в якому закріплений двигун.
Таким чином, двигунна установка першого ступеня складається з шести автономних маршових рідинних ракетних двигунів (РРД) РД-253. Двигуни мають турбонасосну систему подачі палива з допалюванням генераторного газу. Запуск двигуна здійснюється шляхом прориву піромембран на вході в двигун.

#### Другий ступінь
Другий ступінь має циліндричну форму і складається з перехідного, паливного і хвостового відсіків. Рухова установка другого ступеня має у своєму складі чотири автономні маршові РРД конструкції С. А. Косберга: три РД-0210 і один— РД-0211. Двигун РД-0211 є доробкою двигуна РД-0210 для забезпечення наддуву паливного бака. Кожен з двигунів може відхилятися на кут до 3°15' в тангенціальних напрямках. Двигуни другого ступеня також мають турбонасосну систему подачі палива і виконані за схемою з допалюванням генераторного газу. Загальна тяга рухової установки другого ступеня становить 2352 кН в порожнечі.
Двигуни другого ступеня запускаються до початку вимикання маршових РРД першого ступеня, що забезпечує «гарячий» принцип поділу ступенів. Як тільки тяга двигунів другого ступеня перевищує залишкову тягу РРД першого ступеня, відбувається підрив піроболтів, що з'єднують ферми ступенів, ступені розходяться, а продукти згоряння з камер РРД другого ступеня, діючи на тепловий екран, гальмують і відштовхують перший ступінь.

### РН «Протон-К»
Ракета-носій (РН) «Протон-К» була розроблена на базі двоступеневої РН УР-500 з деякими змінами на другому ступені і з додаванням третього і четвертого ступенів. Це дозволило збільшити масу КН на низькій навколоземній орбіті, а також виводити космічні апарати на більш високі орбіти.

#### Перший ступінь

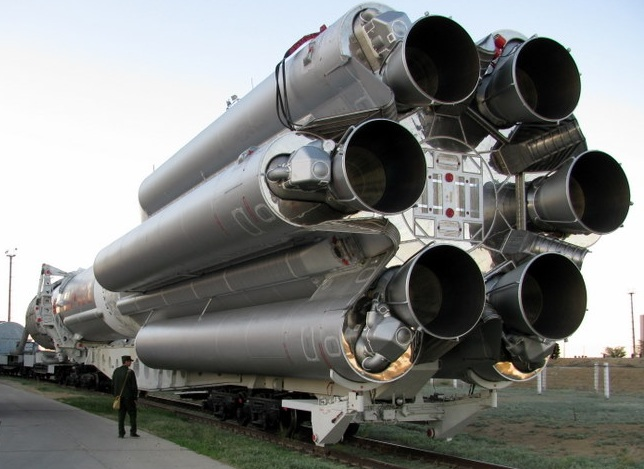
Перший ступінь РН «Протон»

У початковому варіанті РН «Протон-К» успадкувала перший ступінь РН УР-500. Пізніше, на початку 90-х років двадцятого століття, тяга двигунів першого ступеня РД-253 була збільшена на 7,7 %, і новий варіант двигуна отримав назву РД-275.

#### Другий ступінь
Другий ступінь РН «Протон-К» був розроблений на базі другого ступеня РН УР-500. Для збільшення маси КН на орбіті були збільшені обсяги паливних баків і змінена конструкція фермового перехідного відсіку, що з'єднує її з першим ступенем.

#### Третій ступінь
Третій ступінь РН «Протон-К» має циліндричну форму і складається з приладового, паливного і хвостового відсіків. Як і другий ступінь, третій ступінь РН «Протон-К» також був розроблений на базі другого ступеня РН УР-500. Для цього первинний варіант другого ступеня РН УР-500 був вкорочений, і на ньому був встановлений один маршовий РРД замість чотирьох. Тому маршовий двигун РД-0212 (конструкції С. А. Косберга) по влаштуванню і роботі аналогічний двигуну РД-0210 другого ступеня і є його модифікацією. Цей двигун складається з маршового однокамерного двигуна РД-0213 і чотирьохкамерного рульового двигуна РД-0214. Тяга маршового двигуна 588 кН в порожнечі, а рульового — 32 кН в порожнечі.
Відділення другого ступеня відбувається за рахунок тяги рульового РРД третього ступеня, що запускається до вимикання маршових РРД другого ступеня, і гальмування відокремлюваної частини другої ступені наявними на ній шістьма твердопаливними двигунами. Відділення корисного вантажу здійснюється після вимикання рульового двигуна РД-0214. При цьому третій ступінь гальмується чотирма твердопаливними двигунами.

#### Система керування РН «Протон-К»
РН «Протон-К» оснащена автономною інерціальною системою керування (СУ), що забезпечує високу точність виведення КН на різні орбіти. СУ була спроєктована під керівництвом Н. А. Пилюгіна і використовувала ряд оригінальних рішень на основі гіроскопів, розробка яких почалася раніше на ракетах Р-5 і Р-7.
Прилади системи керування розміщуються в приладовому відсіку, розташованому на прискорювачі третього ступеня. Клепаний негерметизований приладовий відсік виконаний у вигляді торової оболонки обертання прямокутного поперечного перерізу. У відсіках тора розміщені основні прилади СУ, виконаної за троірованной схемою (з потрійним резервуванням). Крім того, в приладовому відсіку розташовані прилади системи регулювання уявній швидкості; прилади, що визначають параметри кінця активної ділянки траєкторії, і три гіростабілізатори. Командно-керуючі сигнали також побудовані з використанням принципу троірованія. Таке рішення підвищує надійність і точність виведення космічних апаратів.

### Використовуване паливо
Як компоненти палива у всіх ступенях ракети використовуються несиметричний диметилгідразин (НДМГ, також відомий як гептил) (CH3)2N-NH2 і азотний тетраоксид N2O4. Самозаймиста паливна суміш дозволила спростити двигунну установку і підвищити її надійність. У той же час компоненти палива є дуже токсичними і вимагають надзвичайної обережності.

### Покращення в РН «Протон-М»

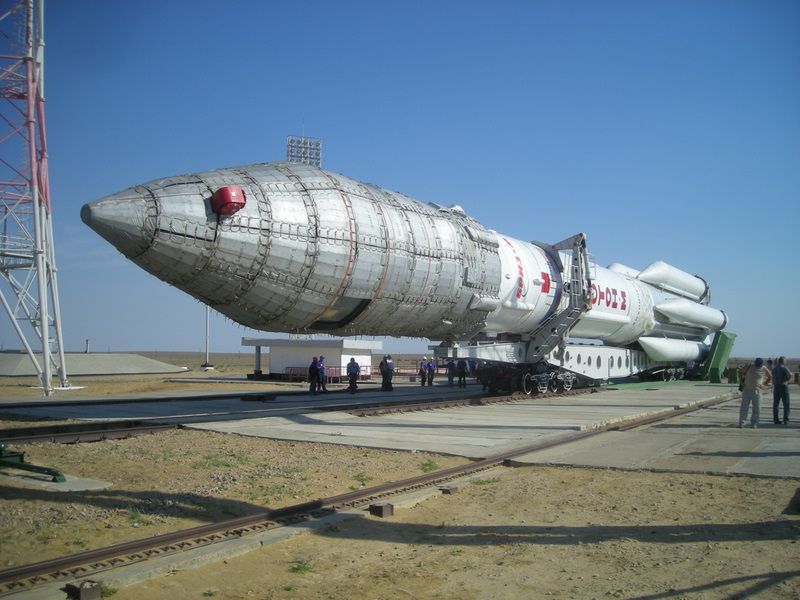
РН «Протон-М» з супутником Inmarsat-4F3 перед встановленням на стартовий комплекс

Починаючи з 2001 року, ракета-носій «Протон-К» поступово замінюється на новий модернізований варіант носія, РН «Протон-М». Хоча в основному конструкція РН «Протон-М» базується на РН «Протон-К», серйозні зміни були зроблені в системі управління (СУ) РН, яка була повністю замінена на нову досконалу систему управління на основі бортового цифрового обчислювального комплексу (БЦВК). З використанням нової СУ на РН «Протон-М» досягаються наступні покращення:
- більш повне випрацювання бортового запасу палива, що збільшує масу КН на орбіті і зменшує залишки шкідливих компонентів у місцях падіння відпрацьованих перших ступенів РН;
- скорочення розмірів полів, що відводяться для падіння відпрацьованих перших ступенів РН;
- можливість просторового маневру на активній ділянці польоту розширює діапазон можливих нахилень опорних орбіт;
- спрощення конструкції і збільшення надійності багатьох систем, чиї функції тепер виконує БЦВК;
- можливість встановлення головних обтікачів великих розмірів (до 5 м в діаметрі), що дозволяє більш ніж удвічі збільшити обсяг для розміщення корисного вантажу і використовувати на РН «Протон-М» ряд перспективнихрозгінних блоків;
- швидка зміна польотного завдання.

Ці зміни в свою чергу привели до поліпшення масових характеристик ракети-носія «Протон-М».
Крім того, модернізація РН «Протон-М» з розгінним блоком (РБ) «Бриз-М» проводилася і після початку їх використання. Починаючи з 2001 року РН і РБ пройшли три етапи модернізації (Фаза I, Фаза II і Фаза III), метою яких було полегшення конструкції різних блоків ракети і розгінного блоку, збільшення потужності двигунів першого ступеня РН (заміна РД-275 на РД-276), а також інші удосконалення. Завдяки цьому, максимальна маса виведеного вантажу, яку «Протон-М» з блоком «Бриз-М» можуть доставити на ГПО, збільшилася на 650 кг (з 5500 до 6150 кг).

### Розгінні блоки

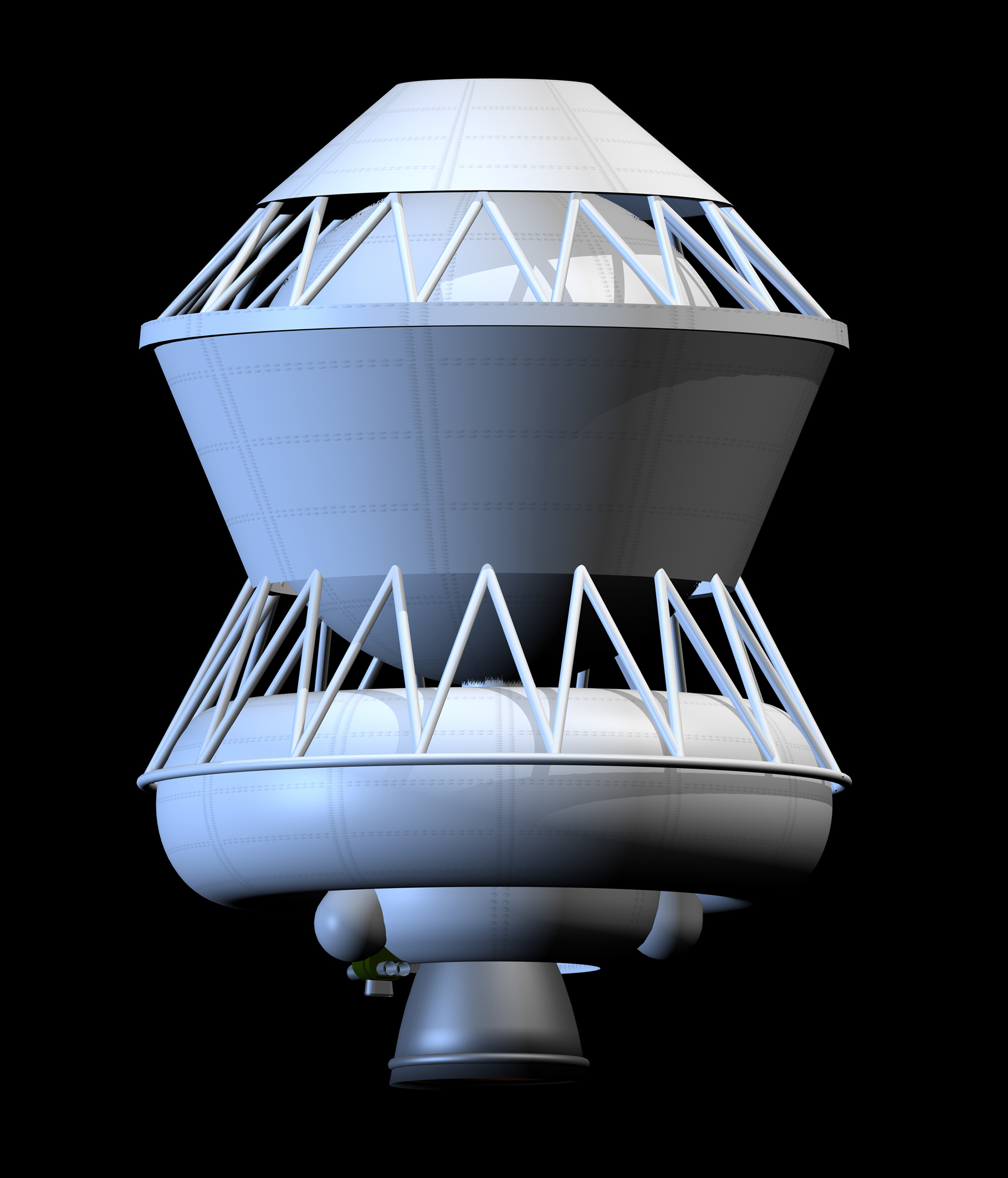
Блок Д

#### Блок Д
Для виведення корисного навантаження на високі, перехідну до геостаціонарної, геостаціонарні орбіти і відлітні траєкторії використовується додатковий ступінь, званий розгінним блоком (РБ).
Розгінні блоки дозволяють здійснювати багаторазові включення свого маршового двигуна і переорієнтацію в просторі для досягнення заданої орбіти. Перші розгінні блоки для РН «Протон-К» були зроблені на базі ракетного блоку Д носія Н-1 (його п'ятого ступеня). Наприкінці 1990 років ГКНПЦ ім. М. В. Хрунічева розробив новий розгінний блок «Бриз-М», який використовується в РН «Протон-М» поряд з РБ сімейства «Д».

#### Блок ДМ
Розробка блоку Д велася в ОКБ-1 (зараз РКК «Енергія» імені С. П. Корольова). У складі РН «Протон-К» з середини 60-х років блок Д зазнав декілька модифікацій. Після модифікації, спрямованої на підвищення вантажопідйомності і зниження вартості блоку Д, РБ став називатися «Блок-ДМ».
Модифікований розгінний блок мав час активного існування 9 годин, і кількість запусків двигуна було обмежено трьома. В даний час використовуються розгінні блоки моделей ДМ-2, ДМ-2М і ДМ-03 виробництва РКК «Енергія», у яких кількість включень було збільшено до 5.

#### Блок Бриз-М
«Бриз-М»— розгінний блок для ракет-носіїв «Протон-М» і «Ангара». «Бриз-М» забезпечує виведення космічних апаратів на низькі, середні, високі орбіти і ГСО.
Застосування розгінного блоку «Бриз-М» у складі ракети-носія «Протон-М» дозволяє збільшити масу корисного навантаження, що виводиться на геостаціонарну орбіту, до 3,5 т, а на перехідну орбіту до більш ніж 6 т. Перший запуск комплексу «Протон -М»— «Бриз-М» відбувся 7 квітня 2001 року.
| Характеристики розгінних блоків, використовуваних з РН «Протон» | Характеристики розгінних блоків, використовуваних з РН «Протон» | Характеристики розгінних блоків, використовуваних з РН «Протон» | Характеристики розгінних блоків, використовуваних з РН «Протон» | Характеристики розгінних блоків, використовуваних з РН «Протон» | Характеристики розгінних блоків, використовуваних з РН «Протон» | Характеристики розгінних блоків, використовуваних з РН «Протон» | Характеристики розгінних блоків, використовуваних з РН «Протон» | Характеристики розгінних блоків, використовуваних з РН «Протон» | Характеристики розгінних блоків, використовуваних з РН «Протон» | Характеристики розгінних блоків, використовуваних з РН «Протон» | Характеристики розгінних блоків, використовуваних з РН «Протон» |
| Назва                                                           | Індекс ГУКОС                                                    | Маса РБ                                                         | Маса РБ                                                         | Паливо                                                          | Запас палива, т                                                 | Маршевий двигун                                                 | Тяга в вакуумі, тс                                              | Кількість вмикань двигуна                                       | Маса КН на ГСО, т                                               | Маса КН на ГСО, т                                               | Початок експлуатації                                            |
| Назва                                                           | Індекс ГУКОС                                                    | на Землі                                                        | в космосі                                                       | Паливо                                                          | Запас палива, т                                                 | Маршевий двигун                                                 | Тяга в вакуумі, тс                                              | Кількість вмикань двигуна                                       | Протон-К                                                        | Протон-М (3-го етапу)                                           | Початок експлуатації                                            |
| --------------------------------------------------------------- | --------------------------------------------------------------- | --------------------------------------------------------------- | --------------------------------------------------------------- | --------------------------------------------------------------- | --------------------------------------------------------------- | --------------------------------------------------------------- | --------------------------------------------------------------- | --------------------------------------------------------------- | --------------------------------------------------------------- | --------------------------------------------------------------- | --------------------------------------------------------------- |
| ДМ-2                                                            | 11С861                                                          | 3,2                                                             | 2,3                                                             | гас + кисень                                                    | 15,1                                                            | 11Д58М                                                          | 8,5                                                             | до 5                                                            | 2,4                                                             |                                                                 | 1982                                                            |
| ДМ-2М                                                           | 11С861-01                                                       |                                                                 | 2,2                                                             | гас + кисень                                                    | 15,1                                                            | 11Д58С                                                          | 8,5                                                             | до 5                                                            | 2,5                                                             |                                                                 | 1994                                                            |
| ДМ-03                                                           | 11С861-03                                                       | 3,245                                                           | 2,35                                                            | гас + кисень                                                    | 18,7                                                            | 11Д58М                                                          | 8,5                                                             | до 5                                                            | 2,95                                                            | 3,44                                                            | 2007                                                            |
| Бриз-М                                                          | 14C43                                                           | 2,5                                                             | 2,5                                                             | АТ + НДМГ                                                       | До 20                                                           | 14Д30                                                           | 2                                                               | до 8                                                            |                                                                 | 3,7                                                             | 1999                                                            |

### Перехідні системи
При стандартній схемі виведення механічне та електричне з'єднання КА з РБ «Бриз-М» здійснюється за допомогою перехідної системи, що складається з ізогрідного вуглепластикового або металевого адаптера та системи поділу (СР). Для виведення на геостаціонарні орбіти можуть використовуватися декілька різних перехідних систем, що розрізняються за діаметром кільця кріплення КА: 937, 1194, 1664 і 1666 мм. Конкретний адаптер і система поділу вибираються в залежності від конкретного КА. Адаптери, що використовуються в РН «Протон-М», розроблені і виготовляються ГКНПЦ ім. М. В. Хрунічева, а системи поділу виробляються фірмами Saab Ericsson Space, ГКНПЦ ім. М. В. Хрунічева і EADS CASA Espacio.
Типова система поділу складається з замкової стрічки, що складається з двох частин, стягнутих між собою за допомогою з'єднувальних болтів. Стрічка поєднує КА і адаптер між собою за допомогою пристроїв СР. У момент поділу РБ і КА пірогільотіни системи поділу перерубують сполучні болти замкової стрічки, після чого стрічка розкривається, і за рахунок звільнення восьми пружинних штовхачів, розташованих на адаптері, здійснюється відділення КА від РБ.

### Електричні системи і системи телеметрії даних
Крім основних механічних блоків, згаданих вище, РН «Протон-М» налічує ряд електричних систем, що використовуються впродовж підготовки до пуску та власне пуску РКП. За допомогою цих систем здійснюється електричне і телеметричне з'єднання КА і систем РН з пультової 4102 під час підготовки до пуску, а також збір телеметричних даних під час польоту.

### Головні обтічники

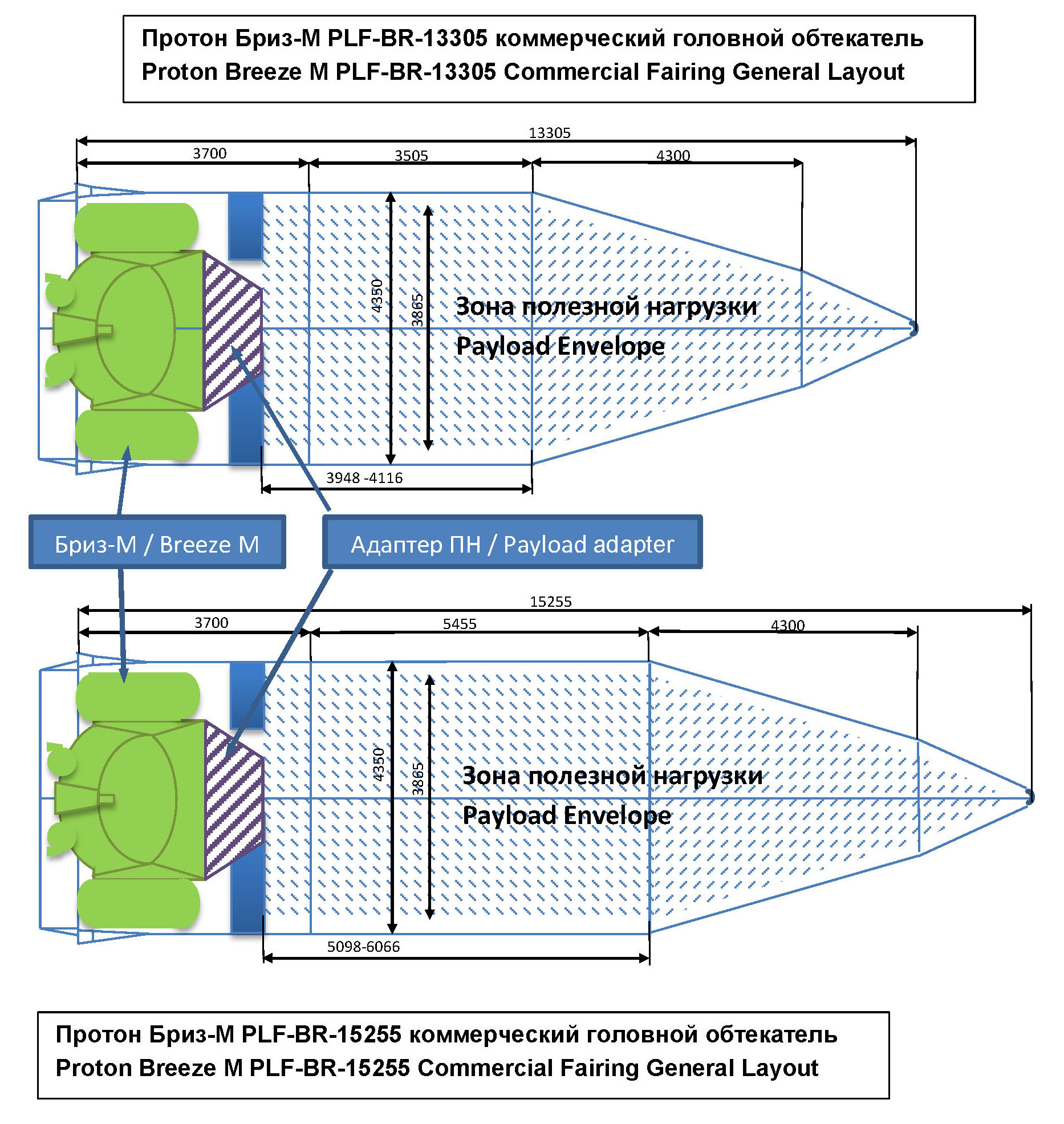
Головні обтікачі «Протон-М», використовувані ILS для комерційних запусків

За весь час експлуатації РН «Протон» з нею використовувалася велика кількість різних головних обтічників (ГО). Тип обтічника залежить від типу корисного вантажу, модифікації РН і використовуваного розгінного блоку.
Скидання ГО здійснюється в початковий період роботи прискорювача третього ступеня. Циліндрична проставка скидається після відділення космічної головної частини.
Класичні стандартні обтічники РН «Протон-К» і «Протон-М» для виведення КА на низькі орбіти без РБ мають внутрішній діаметр 4,1 м (зовнішній 4,35 м) і довжину 12,65 м і 14,56 м відповідно. Так, наприклад, обтічник цього типу використовувався при запуску РН «Протон-К» з модулем «Заря» для МКС 20 листопада 1998.
Для проведення комерційних запусків в комплектації з блоком «ДМ» використовуються головні обтічники довжиною 10 м, зовнішнім діаметром 4,35 м (максимальна ширина КН повинна бути не більше 3,8 м). У разі використання РБ «Бриз-М» стандартний обтічник при проведенні одиночних комерційних запусків має довжину 11,6 м і при проведенні подвійних комерційних запусків— 13,2 м. В обох випадках зовнішній діаметр ГО дорівнює 4,35 м.
Головні обтічники виробляються ФГУП ОППП «Технологія» в місті Обнінськ Калузької області.
ГО виготовляється з декількох обичайок, які являють собою тришарові конструкції з алюмінієвим стільниковим заповнювачем і обшивками з вуглепластику, що містять посилення і вирізи для люків. Використання матеріалів цього типу дозволяє досягти зниження маси порівняно з аналогом з металів і склопластику не менше ніж на 28-35 %, підвищити жорсткість конструкції на 15 % і поліпшити акустичні характеристики в 2 рази.
У разі комерційних запусків через компанію ILS, яка здійснює маркетинг пускових послуг РН «Протон» на міжнародному ринку, використовуються альтернативні ГО більшого розміру: довжиною 13,3 м і 15,25 м і діаметром 4,35 м. Крім того, для збільшення можливостей РН «Протон-М» активно вивчається можливість використання ГО 5-метрового діаметра. Це дозволить запускати супутники більшого розміру і підвищить конкурентоспроможність РН «Протон-М» проти його основного конкурента «Аріан-5», який вже використовується з ГО діаметром 5 м.

### Варіанти конфігурації
РН «Протон» (УР-500) існувала лише в одній конфігурації— 8K82. РН «Протон-К» і «Протон-М» за багато років експлуатації використовували різні типи розгінних блоків. Крім того, РКК, виробник РБ ДМ, оптимізувала свої вироби для конкретних корисних навантажень і кожної нової конфігурації привласнювала нове найменування. Так, наприклад, різні конфігурації РБ 11С861-01 могли мати різні найменування в залежності від корисного навантаження: Блок-ДМ-2M, Блок-ДМ3, Блок-ДМ4 іт.д. Варіанти їх модифікацій наведено в таблиці:
| Варіанти конфігурації РН «Протон» | Варіанти конфігурації РН «Протон» | Варіанти конфігурації РН «Протон» | Варіанти конфігурації РН «Протон» | Варіанти конфігурації РН «Протон» | Варіанти конфігурації РН «Протон»  | Варіанти конфігурації РН «Протон»                | Варіанти конфігурації РН «Протон» | Варіанти конфігурації РН «Протон» | Варіанти конфігурації РН «Протон» | Варіанти конфігурації РН «Протон» |
| Тип РБ → Тип РН ↓                 | 11С824                            | 11С824M                           | 11С824Ф                           | 11С86                             | 11С861                             | 11С861-01                                        | 11С861-03                         | 17С40                             | 14С43                             | КВРБ                              |
| --------------------------------- | --------------------------------- | --------------------------------- | --------------------------------- | --------------------------------- | ---------------------------------- | ------------------------------------------------ | --------------------------------- | --------------------------------- | --------------------------------- | --------------------------------- |
| «Протон-К» (8K82K)                | Блок-Д (8K82K 11С824)             | Блок-Д-1 (8K82K 11С824М)          | Блок-Д-2 (8K82K 11С824Ф)          | Блок-ДМ (8K82K 11С86)             | Блок-ДМ-2, Блок-ДМ1 (8K82K 11С861) | Блок-ДМ-2M, Блок-ДМ3, Блок-ДМ4 (8K82K 11С861-01) |                                   | Блок-ДМ-5, Блок-ДМ2 (8K82K 17С40) | Бриз-M (8K82K 14С43)              |                                   |
| «Протон-М» (8K82M, 8K82KM)        |                                   |                                   |                                   |                                   | Блок-ДМ-2 (8K82M 11С861)           | Блок-ДМ-2М (8K82M 11С861-01)                     | Блок-ДМ-03 (8K82M 11С861-03)      |                                   | Бриз-M (8K82KM 14С43)             | КВРБ (8K82KM КВРБ)                |

### Технічні характеристики
| Можливості різних модифікацій РН «Протон»              | Можливості різних модифікацій РН «Протон» | Можливості різних модифікацій РН «Протон» | Можливості різних модифікацій РН «Протон» | Можливості різних модифікацій РН «Протон» | Можливості різних модифікацій РН «Протон» | Можливості різних модифікацій РН «Протон» |
| Модифікація                                            | Початок експлуатації                      | Стартова маса, т                          | Маса корисного навантаження, т            | Маса корисного навантаження, т            | Маса корисного навантаження, т            | Об'єм простору під обтікачем, м³          |
| Модифікація                                            | Початок експлуатації                      | Стартова маса, т                          | НОО, i = 51,5°                            | ГПО (залишкова ΔV до ГСО 1500 м/с)        | ГСО                                       | Об'єм простору під обтікачем, м³          |
| ------------------------------------------------------ | ----------------------------------------- | ----------------------------------------- | ----------------------------------------- | ----------------------------------------- | ----------------------------------------- | ----------------------------------------- |
| «Протон-К»— Блок «ДМ» (з РД-253, до 1990г)             | 1974                                      | ~700                                      | 19,76                                     | 4,35                                      | 1,88                                      |                                           |
| «Протон-К»— Блок «ДМ-2М» (з РД-275, пізня модифікація) | 1995                                      | ~700                                      | 20,7— 20,9                                | 4,9                                       | 1,88                                      | 60                                        |
| «Протон-М»— «Бриз-М» (рання модифікація)               | 2001                                      | ~702                                      | ~ 22                                      | 5,5                                       | 2,92                                      | до 100                                    |
| «Протон-М»— «Бриз-М» (Phase III)                       | 2009                                      | 705                                       | 23                                        | 6,15                                      | 3,25                                      | 89                                        |

| Технічні характеристики різноманітних модифікацій РН «Протон» | Технічні характеристики різноманітних модифікацій РН «Протон» | Технічні характеристики різноманітних модифікацій РН «Протон» | Технічні характеристики різноманітних модифікацій РН «Протон» | Технічні характеристики різноманітних модифікацій РН «Протон» |
| Ступінь                                                       | Перший                                                        | Другий                                                        | Третій                                                        | Розгінний блок                                                |
| «Протон-К»— Блок «ДМ»                                         | «Протон-К»— Блок «ДМ»                                         | «Протон-К»— Блок «ДМ»                                         | «Протон-К»— Блок «ДМ»                                         | «Протон-К»— Блок «ДМ»                                         |
| ------------------------------------------------------------- | ------------------------------------------------------------- | ------------------------------------------------------------- | ------------------------------------------------------------- | ------------------------------------------------------------- |
| Двигуни                                                       | 6 РД-275                                                      | 3 РД-0210 і 1 РД-0211                                         | 1 РД-0213 і РД-0214                                           | 1 11Д58М                                                      |
| Тяга двигунної установки, кН                                  | 9540 (біля землі)                                             | 2300 (в вакуумі)                                              | 583+4×31 (в вакуумі)                                          | 83,5                                                          |
| Маса палива, т                                                | 419,41                                                        | 156,1                                                         | 46,56                                                         | 15,05                                                         |
| Суха маса, т                                                  | 31                                                            | 11,715                                                        | 4,185                                                         | 2,44                                                          |
| Час роботи, с                                                 | 120                                                           | 216                                                           | 231                                                           | 680                                                           |
| Питомий імпульс, с                                            | 287                                                           | 320                                                           | 325                                                           | 352                                                           |
| Протон-М"— «Бриз-М» (Phase III)                               |                                                               |                                                               |                                                               |                                                               |
| Двигуни                                                       | 6 РД-276                                                      | 3 РД-0210 і 1 РД-0211                                         | 1 РД-0213 і РД-0214                                           | 1 14Д30, 4 11Д458М и 12 17Д58Э                                |
| Тяга двигунної установки, кН                                  | 10020 (біля Землі)                                            | 2400 (в вакуумі)                                              | 583+4×31 (в вакуумі)                                          | 19,62+4×0,396+12×0,0133                                       |
| Маса палива, т                                                | 428,3                                                         | 157,3                                                         | 46,56                                                         | 19,8                                                          |
| Суха маса, т                                                  | 30,6                                                          | 11                                                            | 3,5                                                           | 2,5                                                           |
| Час роботи, с                                                 | 121                                                           | 216                                                           | 239                                                           | 3200 (макс.)                                                  |
| Питомий імпульс, с                                            | 288                                                           | 320                                                           | 325                                                           | 328,6                                                         |

## Стартові майданчики

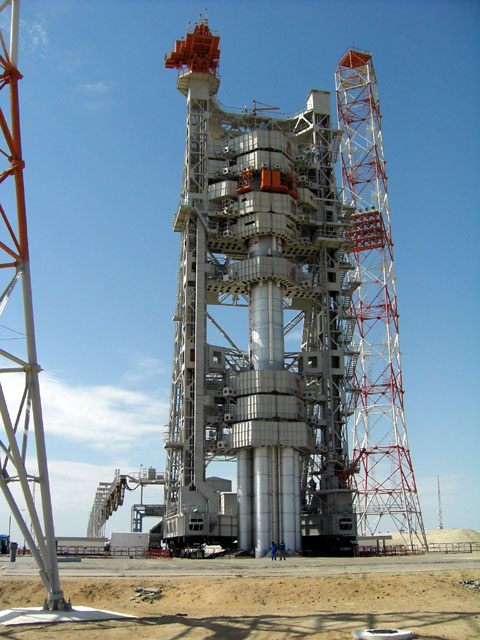
РН Протон-М з супутником Anik-F1R, «обхоплена» пересувною фермою обслуговування, 2005 р.

Пуски РН «Протон» здійснюються тільки з космодрому Байконур, де до 1965 року були створені технічний і стартовий комплекси з двома робочими місцями (майданчик 92/1) і двома пусковими установками (ПУ) (майданчик 81). До кінця 70-х років був побудований ще один стартовий комплекс (майданчик 200) для забезпечення розширюваної програми запусків різних космічних апаратів на РН «Протон».
Обидва стартових майданчика об'єднані загальною мережею комунікацій і використовують загальний комплекс споруд, що забезпечують кожну з них стисненими газами, водою, електроенергією і хладоагентом для термостатування компонентів палива і космічних апаратів.
Збірка блоків ракети, інтеграція носія з корисним вантажем і загальна перевірка системи здійснюються в горизонтальному положенні в монтажно-випробувальному корпусі (МВК) на технічній позиції (майданчик № 92) космодрому Байконур.
За допомогою транспортера-інсталятора на залізничному ходу РКП (ракета космічного призначення) доставляється з МВК на паливно-заправну станцію для заправки РБ « Бриз-М». Після заправки РКП транспортується на стартовий комплекс і встановлюється на пусковий пристрій. За допомогою пересувної ферми обслуговування на рейковому ходу проводяться електричні перевірки РН і головної частини, заправка РН і РБ (у разі використання РБ ДМ) компонентами палива та стислими газами, набір готовності рухової установки ракети і пуск РКП.
В даний час на Байконурі є чотири стартові позиції РН «Протон-К» і «Протон-М»: по дві на майданчиках 81 і 200, однак тільки три з них знаходяться в робочому стані. Стартові позиції розташовані західніше іменуються «Лівими»; розташовані східніше—"Правими". Кожній з цих позицій відповідає номер: 81Л (ліва)— № 23, 81П (права)— № 24, 200л—№ 39, 200П—№ 40.
Майданчик 81Л (ПУ № 23) використовується для пусків РН «Протон-К» в рамках федеральних програм. В останні кілька років не використовувалася, останній пуск був проведений 24 березня 2004;
Майданчик 81П (ПУ № 24) використовується для пусків РН «Протон-К» і «Протон-М» в рамках федеральних програм:
- Майданчик 200Л (ПУ № 39) використовується для пусків РН «Протон-К» і «Протон-М» в рамках міжнародних програм компанією ILS;
- Майданчик 200П (ПУ № 40) була законсервована в 1991 році. Пізніше цю ПУ планувалося переробити в стартовий комплекс для ракет типу «Ангара», і технологічне обладнання цього стартового комплексу було демонтовано. І хоча проєкт стартового комплексу «Ангари» був перебазований на майданчик № 250, пуски з цією ПУ відновлені не були.

## Експлуатація

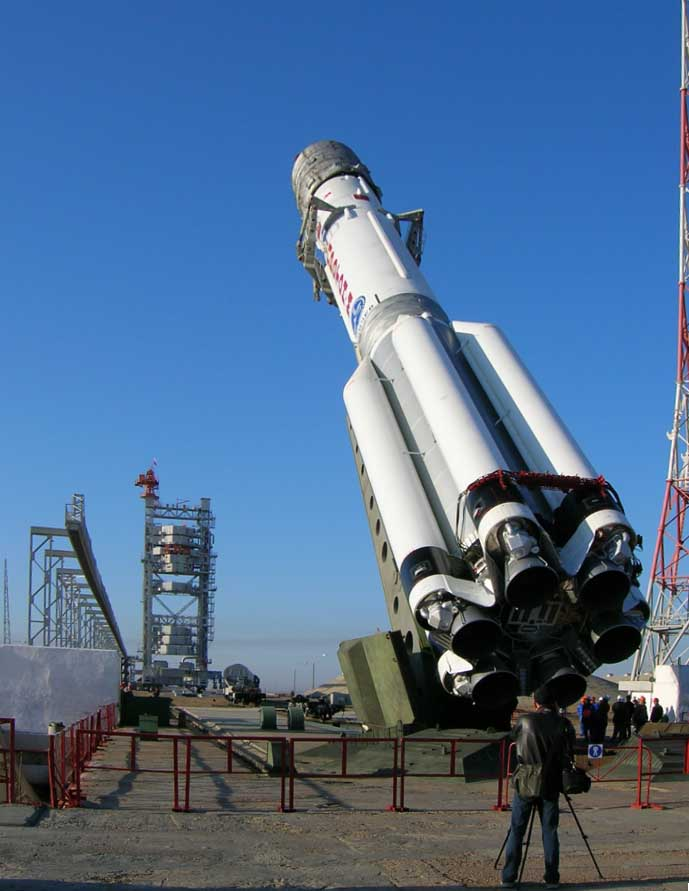
РН «Протон-М» з комерційним супутником ArabSat 4B під час «вертикалізації»

### International Launch Services
З 1993 року маркетинг пускових послуг РН «Протон» на міжнародному ринку здійснюється спільним підприємством «International Launch Services» (ILS) (з 1993 по 1995 рік: «Локхід-Хрунічев-Енергія»). ILS має ексклюзивне право на маркетинг і комерційну експлуатацію РН «Протон» та перспективного ракетно-космічного комплексу «Ангара». Хоча компанія ILS зареєстрована в США, її контрольний пакет належить російському ГКНПЦ ім. М. В. Хрунічева. На жовтень 2011 року, в рамках компанії ILS було здійснено 72 запуски космічних апаратів з використанням РН «Протон-К» і «Протон-М».

### Вартість
Вартість РН «Протон» варіюється з року в рік і неоднакова для федеральних і комерційних замовників.
Наприкінці 90-х років XX століття вартість комерційного пуску РН «Протон-К» з блоком ДМ становила від $ 65 до $ 80 млн. На початку 2004 року вартість запуску була знижена до $ 25 млн через істотне посилення конкуренції.
З тих пір вартість запусків на «Протоні» постійно зростала і наприкінці 2008 року досягла приблизно $ 100 млн на ГПО з використанням «Протон-М» з блоком «Бриз-М». Однак з початком світової економічної кризи в 2008 році обмінний курс рубля до долара знизився на 33 %, що привело до зниження вартості запуску до приблизно $ 80 млн.
У 2010 році вартість запуску комерційних супутників знову піднялася і становила від $ 100 до $ 110 млн.
Для федеральних замовників простежується послідовне збільшення вартості носія починаючи з початку 2000-х років: вартість РН «Протон-М» (без блоку «ДМ») зросла з 2001 по 2011 рік у 5,4 рази— з 252 100 000 до 1356,5 млн рублів. Загальна вартість «Протон-М» з блоком «ДМ» або «Бриз-М» в середині 2011 року становила близько 2,4 млрд рублів (близько $ 80 млн або € 58 млн). Ця ціна складається з самої РН «Протон» (1348000000), РБ «Бриз-М» (420 млн), доставки компонентів на Байконур (20 млн) і комплексу послуг із запуску (570 млн).
| Порівняння характеристик РН важкого класу | Порівняння характеристик РН важкого класу | Порівняння характеристик РН важкого класу | Порівняння характеристик РН важкого класу | Порівняння характеристик РН важкого класу | Порівняння характеристик РН важкого класу | Порівняння характеристик РН важкого класу | Порівняння характеристик РН важкого класу | Порівняння характеристик РН важкого класу | Порівняння характеристик РН важкого класу | Порівняння характеристик РН важкого класу | Порівняння характеристик РН важкого класу |
| Ракета-носій | Країна                                    | Перший політ                              | Колікість запусків в рік (всього)         | Широта СК                                 | Старт. маса, т                            | Маса КН, т                                | Маса КН, т                                | Маса КН, т                                | Діам. ГО, м                               | Успішни. пусків, %                        | Вартість пуску, млн $                     |
| Ракета-носій | Країна                                    | Перший політ                              | Колікість запусків в рік (всього)         | Широта СК                                 | Старт. маса, т                            | НОО                                       | ГПО (залишкова ΔV до ГСО 1500 м/с)        | ГСО                                       | Діам. ГО, м                               | Успішни. пусків, %                        | Вартість пуску, млн $                     |
| --- | ----------------------------------------- | ----------------------------------------- | ----------------------------------------- | ----------------------------------------- | ----------------------------------------- | ----------------------------------------- | ----------------------------------------- | ----------------------------------------- | ----------------------------------------- | ----------------------------------------- | ----------------------------------------- |
| «Протон-М»— «Бриз-М» | Росія                                     | 2001                                      | 10— 12 (55)                               | 46°                                       | 705                                       | 23                                        | 6,15                                      | 3,25                                      | 4,35                                      | 91                                        | 65—70                                     |
| Аріан-5 ECA | Європейський Союз                         | 2002                                      | 6 (33)                                    | 5°                                        | 780                                       | 20                                        | 10                                        |                                           | 5,4                                       | 97                                        | 220                                       |
| Зеніт-3SL (Морський старт) | Україна                                   | 1999                                      | 4-5 (31)                                  | 0°                                        | 473                                       | 13,7*                                     | 6,06                                      | 2,6**                                     | 4,15                                      | 90                                        | 45— 80                                    |
| Delta IV Heavy | США                                       | 2004                                      | 1 (5)****                                 | 35° и 28°                                 | 732                                       | 23***                                     | 10,75                                     | 6,57                                      | 5,1                                       | 80                                        | 375                                       |
| Delta IV Medium+ (5,4) | США                                       | 2009                                      | 2— 3 (1)****                              | 35° и 28°                                 | 399                                       | 13,5***                                   | 5,5                                       | 3,12                                      | 5,1                                       | 100 (1 пуск)                              | 170                                       |
| Atlas V 551 | США                                       | 2006                                      | 1 (2)****                                 | 35° и 28°                                 | 541                                       | 18,8                                      | 6,86                                      | 3,90                                      | 5,4                                       | 96                                        | 190                                       |
| Atlas V 521 | США                                       | 2003                                      | 2 (2)****                                 | 35° и 28°                                 | 419                                       | 13,49                                     | 4,88                                      | 2,63                                      | 5,4                                       | 96                                        | 160                                       |
| H-IIB | Японія                                    | 2009                                      | 2 (2)                                     | 30°                                       | 531                                       | 19                                        | 8                                         |                                           | 5,1                                       | 100 (2 пуски)                             | 182                                       |
| CZ-3B | КНР                                       | 1996                                      | 4 (17)                                    | 28°                                       | 426                                       | 11,2                                      | 5,1                                       | 2                                         | 4,2                                       | 88                                        | 50-70                                     |
| *Зеніт-2SLБ і **Зеніт-3SLBФ, старт з Байконура; *** орбіта МКС (407 x 407км); **** Всього було здійснено 27 пусків РН Atlas V и 17 Дельта IV різноманітних модифікацій; |                                           |                                           |                                           |                                           |                                           |                                           |                                           |                                           |                                           |                                           |                                           |

Після підсилення конкуренції вартість запуску була знижена з $70 млн до $25 млн. (порівняння вартості запусків див. Корисне навантаження. Вартість доставки вантажів на орбіту)

#### Історія пусків РН «Протон»
Починаючи з 1965 року, РН «Протон» вироблявся в трьох основних варіантах: УР-500, «Протон-К» і «Протон-М».

##### 8К82/УР-500
16 липня 1965 двоступеневою РН УР-500 був здійснений запуск на орбіту наукової космічної станції «Протон-1» масою 12,2 т. Всього РН УР-500 в 1965—1966 роках були виведені три супутники: «Протон-1»— «Протон-3», ще один запуск закінчився невдачею. Наукова апаратура супутників «Протон» забезпечувала вивчення космічних променів і взаємодію з речовиною частинок надвисоких енергій: на супутниках були встановлені: іонізаційний калориметр, гамма-телескоп і інші прилади. Згодом РН УР-500 успадкувала назва цих КА і стала називатися РН «Протон».
| Список пусків РН Протон 8К82/УР-500 | Список пусків РН Протон 8К82/УР-500 | Список пусків РН Протон 8К82/УР-500 | Список пусків РН Протон 8К82/УР-500 |
| № Запуску                           | Дата (UTC)                          | Корисне навантаження                | Примітки                            |
| ----------------------------------- | ----------------------------------- | ----------------------------------- | ----------------------------------- |
| 1                                   | 16 липня 1965                       | СРСР Протон-1 Н-4, сер. № 1         | Успіх                               |
| 2                                   | 2 листопада 1965                    | СРСР Протон-2 Н-4, сер. № 2         | Успіх                               |
| 3                                   | 24 березня 1966                     | СРСР Протон Н-4, сер. № 3           | Невдача, аварія 2-го ступеня        |
| 4                                   | 6 липня 1966                        | СРСР Протон-3 Н-4, сер. № 4         | Успіх                               |

### Аварії
Починаючи з 1967 року, було здійснено 370 пусків РН «Протон». З них 44 закінчилися невдачею під час роботи перших трьох ступенів і розгінного блоку.

#### Аварії в 1967—1970 рр..
Самий аварійний період припав на час відпрацювання РН в умовах «місячної гонки» СРСР-США в 1967—1970 рр. В цей час проводилися льотні випробування ракети-носія, розгінного блоку Д, повертаного апарата типу «Зонд», а також апаратів сімейства «Луна» і «Марс». 9 невдач сталося під час роботи перших трьох ступенів РН «Протон»: п'ять під час роботи 2-го і 3-го ступеня, дві— 1-го ступеня, і по одній— по помилковій команді системи безпеки і через руйнування головного обтікача КА. Ще чотири невдачі сталися внаслідок відмов рухової установки розгінного блоку Д. Загалом, поставлені завдання були виконані тільки в 10 пусках з 25.
Трагічно закінчилася аварія на космодромі в липні 1968 року. При підготовці до пуску космічного корабля «Зонд-5Б», призначеному на 21 липня 1968 року, лопнув бак окислювача блоку Д, частково зруйнувавши головний обтічник (ГО). Корабель 7К-Л1 з напівзруйнованим ГО впав на кілька метрів вниз і застряг на майданчиках ферми обслуговування; бак пального блоку Д з п'ятьма тоннами гасу відірвався від ферми і уперся в елементи третього ступеня ракети. За одними даними 1 людина загинула, одна була поранена, за іншими даними загинуло 3 людини.
До цього періоду також відноситься аварія 19 лютого 1969, коли на 51,4 секунді польоту ракети відбулося руйнування головного обтікача під час проходження зони максимального швидкісного напору. В результаті було втрачено перший самохідний апарат типу «Луноход».
Інша небезпечна аварія сталася 2 квітня 1969 при запуску АМС «Марс», коли відбулася відмова одного з двигунів РД-253 на 0.02 секунді. На 41-й секунді польоту ракета врізалася носом у землю приблизно за 3 км від стартового комплексу. Стартовий комплекс практично не постраждав, але в прилеглому МВК вилетіло скло.

#### Аварії «екранів»
У 1976 році почалося розгортання системи «Екран». Супутники цієї серії призначалися для передачі трансляції центральних каналів на територію Сибіру і Далекого Сходу: прийом вівся на колективну наземну станцію, і потім програми ретранслювалися на прилеглі околиці. У 1978 році в результаті серії з трьох аварій РН «Протон-К» були втрачені три супутники серії «Екран», призначені для заміни вже існуючих (хоча в проміжках між «Екранами» благополучно стартували інші КА). Перебої в роботі системи «Екран» привели до невдоволення серед населення.

#### Аварії в пострадянський час
Кілька аварій сталися з РН «Протон» і в пострадянський час.
Так як поля падіння відпрацьованих ступенів розташовані на території Казахстану, кожен нештатний пуск викликає негативну реакцію казахстанського уряду. У 1999 році РН «Протон» двічі падали в Карагандинській області (КА «Грань» і КА «Експрес-А1»). Під час першої аварії один фрагмент РН впав на житлову територію, але нічого не пошкодив. Проте в степу виникла пожежа, викликана розливом палива центральної секції РБ «Бриз-М». Паливо другого і третього ступенів РН вигоріло і випарувалося при руйнуванні баків цих ступенів на висотах 28—30 км. Під час другої аварії уламки РН, РБ і супутника «Експрес-А» впали в малонаселеному районі Карагандинської області Республіки Казахстан. Постраждалих в результаті аварій не було. Проте представники казахстанського уряду виступили із заявою про бажання Казахстану переглянути договір про оренду комплексу Байконур. Також були висловлені вимоги про перехід від повідомної практики запусків до дозвільної. Деякі депутати парламенту Казахстану зажадали заборонити запуски російських військових КА з космодрому Байконур.
- 6 вересня 2007 РН «Протон-М» після невдалого запуску з космодрому «Байконур» впала за 40 км від міста Жезказган, заливши його околиці гептилом — високотоксичним паливом. Ситуацію посилив той факт, що в цей же день у місті перебував казахстанський президент Нурсултан Назарбаєв. Незважаючи на швидку ліквідацію наслідків екологічної катастрофи, Казахстан зажадав від Росії компенсаційну виплату в розмірі $ 60,7 млн. Росія домоглася зниження суми компенсації до $ 2,5 млн.
- 5 грудня 2010 ракета-носій «Протон-М», яка повинна була вивести на орбіту три супутники ГЛОНАСС-М, відхилилася від курсу на 8 градусів. В результаті цього супутники вийшли на незамкнену орбіту і впали в несудохідному районі Тихого океану. Аварія не дозволила закінчити формування російської навігаційної угруповання ГЛОНАСС: в разі успіху працювали б 24 супутники, по вісім у трьох площинах. Комісія прийшла до висновку, що РН не мала відношення до аварії, яка сталася через помилку при заправці розгінного блоку.
- 2 липня 2013 ракета-носій «Протон-М», яка повинна була вивести на орбіту три супутники ГЛОНАСС-М впала через 17 секунд після старту з космодрому Байконур[26].
- 16 травня 2014 при запуску ракети із супутником «Експрес АМ4P», після 530-ї секунди польоту на ракетоносії виникла «нештатна ситуація», на 540-й секунді з носієм був втрачений зв'язок і аварійно викмулися двигуни; головний блок не відділився від ракети-носія. Супутник Експрес АМ4Р не вийшов на орбіту. Руйнація 3-ї ступені відбулася на высоті 160 км при швидкості польоту 7 км/с. Уламки ракети-носія згоріли в атмосфері Землі.
- 16 грудня 2014 р. ракета «Протон» із супутником «Експрес», що стартувала 15 грудня, впала за межами Казахстану[27].
- 16 травня 2015 р. ракета «Протон» із мексиканським супутником MexSat-1 (Centenario) стартувала з космодрому Байконур, але внаслідок аварії на висоті 160—161 км, впала в Східному Сибіру. За іншими даними ракета і супутник згоріли в атмосфері.[28][29]
- Всього за період з 2010 по 2014 роки «Протон-М» зазнали кілька аварій, в результаті яких були втрачені 6 російських супутників[30].

### Використання в майбутньому

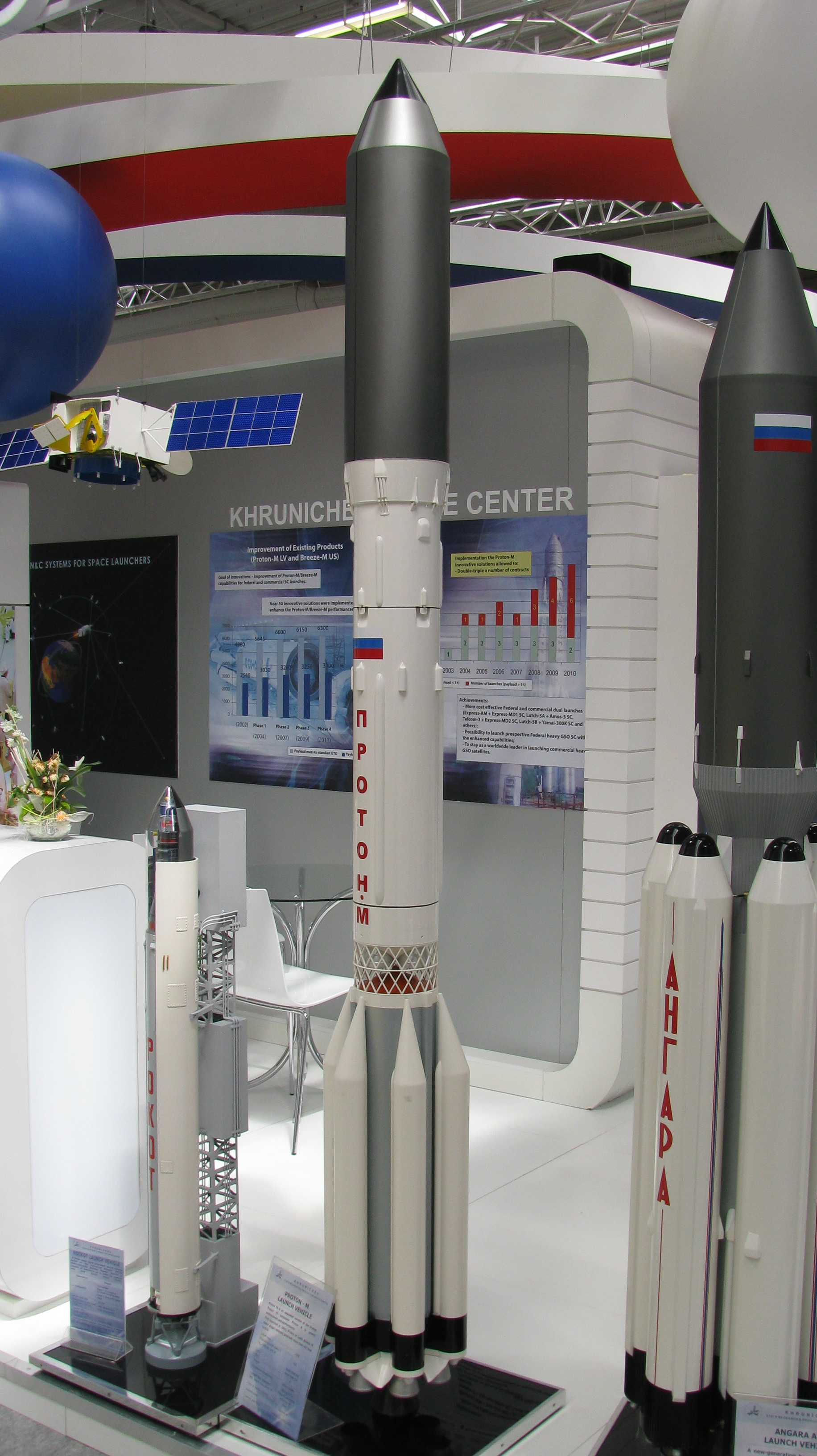
Модель РН Протон-М з 5-метровим головним обтікачем на Паризькому Авіашоу, 2011

На даний момент передбачається, що ракета-носій (РН) «Протон-М» буде повністю замінена на РН «Ангара», яка також буде виготовлятися в ГКНПЦ ім. М. В. Хрунічева. Перший запуск «Ангари» намічений на 2013 рік. Починаючи з цього моменту, РН «Протон-М» протягом декількох років буде поступово витіснятися РН «Ангара», але його повне виведення з експлуатації можливе не раніше, ніж буде прийнята в оперативне використання РН «Ангара А5».
Відмова від використання «Протона» зумовлена кількома причинами:
- Пуски цієї ракети можливі тільки з космодрому «Байконур», який знаходиться за межами Російської Федерації. Крім Байконура, ракета-носій «Ангара» буде стартувати з космодромів, розташованих на території Росії («Плесецьк», «Східний»);
- Виготовлення деяких частин РН «Протон» виконується за кордоном, що неприйнятно для основного замовника РН «Протон-М», яким є Міністерство Оборони РФ. Ракетний комплекс «Ангара» повністю спроєктований і виготовляється російськими підприємствами;
- РН «Протон» використовує високотоксичне паливо (АТ + НДМГ). Поля падіння РН «Протон-М» знаходяться в Казахстані, і після кожного аварійного пуску доводиться проводити дорогі очищення території. У «Ангарі» буде використано екологічно безпечне паливо на основі гасу. Окислювачем виступатиме рідкий кисень;
- Важкий варіант РН «Ангара» — «Ангара-5» — повинен бути простішим і дешевшим РН «Протон-М» (в основному через те, що у неї менше двигунів, найдорожчого компонента РН).
- Проте затримки в розробці РН «Ангара» означають, що РН «Протон-М» буде продовжувати використовуватися ще протягом деякого часу.

##### РН «Протон-М» 4-го етапу
Після введення в експлуатацію першого варіанта в 2001 році РН «Протон-М» пройшла кілька поетапних модернізацій. Варіант, експлуатований в даний час, називається «Phase III Proton Breeze M» (РН «Протон-М»— РБ «Бриз-М» третьої фази). Цей варіант здатний вивести на геоперехідну орбіту (ГПО) КН масою до 6150 кг, використовуючи звичайну трасу виведення (з нахилом 51,6°) і КН масою до 6300 кг, використовуючи оптимізовану трасу з нахилом 48° (із залишковою ΔV до ГСО 1500 м/с).
Тим не менш, у зв'язку з постійним збільшенням маси телекомунікаційних супутників і неможливістю використовувати оптимізовану трасу з нахилом 48° (так як ця траса не обумовлена в «Договорі оренди космодрому Байконур», і кожен раз, пускаючи «Протон» з цим нахилом, це необхідно додатково узгоджувати з Казахстаном), вантажопідйомність РН «Протон-М» повинна бути збільшена. В даний час ГКНПЦ ім. М. В. Хрунічева проводить 4-й етап модернізації РН «Протон-М»—"Бриз-М" («Phase IV Proton Breeze M»). Передбачається, що здійснення цього етапу буде завершено в 2013 році. В результаті планованих удосконалень маса виведеного на ГПО корисного навантаження системи буде збільшена до 6300 кг на стандартній трасі (нахил 51,6°, залишкова ΔV до ДСО 1500 м/с).

##### Киснево-водневий розгінний блок
Починаючи з 90-х років XX століття в ГКНПЦ ім. М. В. Хрунічева велися роботи по киснево-водневому розгінному блоку (КВРБ), оскільки це дало б змогу значно збільшити масу корисного вантажу на високих орбітах. У результаті було успішно розроблено двигун РД-0146, і навіть почалося виготовлення деталей і окремих блоків цього РБ. Оскільки КВРБ помітно більше, ніж РБ ДМ або «Бриз-М», і повинен використовуватися з 5-метровим головним обтічником, такі аспекти, як аеродинаміка РН, система керування, програмне забезпечення і навіть частина електроніка, повинні бути модернізовані. Крім того, в даний час стартовий майданчик не підготовлений для заправки РБ кріогенним паливом (рідким воднем). Це означає, що для досягнення цих цілей будуть потрібні серйозні фінансові вливання, які зараз сконцентровані на створенні РН «Ангара». У зв'язку з цим, роботи в цьому напрямку були припинені, а самі блоки перейменовані в КВТК (Киснево-Водневий Важкого Класу) і оптимізовані для використання в новій РН «Ангара».

## Оцінка проєкту

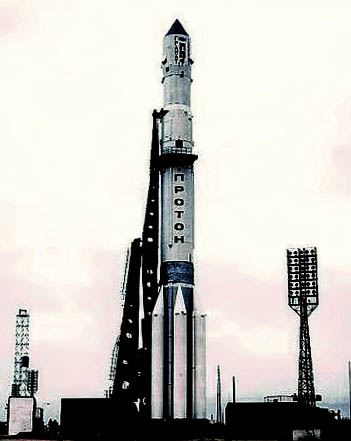
«Протон-К» з орбітальною обсерваторією «Гранат» на стартовому столі

Розробка ракети-носія (РН) «Протон» стала однією з основних програм в радянській космонавтиці. Незважаючи на низку невдач в перші роки свого існування, поряд із «сімкою» (РН Восход, РН Союз та ін), РН «Протон» стала однією з найбільш використовуваних ракет-носіїв в радянській, а пізніше й російській космонавтиці. З часом недоліки в конструкції були усунені, і в даний час «Протон» є одним із самих надійних носіїв з коли-небудь створених.
За останні майже півстоліття різні модифікації РН «Протон» здійснили понад 360 стартів, і з її допомогою були запущені понад 40 типів різних космічних апаратів (КА) народногосподарського, наукового та оборонного призначення.
Перш за все, РН «Протон» широко застосовувалася в радянській і російській пілотованої програми. Наприкінці 60-х роках — на початку 70-х років РН «Протон» відпрацьовувалася в програмі пілотованого обльоту Місяця Л-1/«Зонд». Після закриття програми розробки ракети-носія Н1 вона стала єдиним з радянських засобів виведення на орбіту, що забезпечують запуск важких модулів масою понад 8 т, а з розробкою РН середньо-важкого класу Зеніт-2 в 1985 році— понад 14 т. З її допомогою були виведені на орбіту довготривалі населені станції «Салют», у тому числі цивільні ДОС і військові «Алмаз», безпілотні космічні кораблі-модулі ТКС до цих станцій, а також блоки-модулі для зборки на орбіті багатомодульним станції «Мир» (базовий блок і все модулі — «Квант-1», «Квант-2», «Кристал», «Спектр» і «Природа»). В даний час РН «Протон» стала основним засобом виведення з російської сторони в рамках проєкту створення Міжнародної космічної станції («Протон» вивів на орбіту модулі «Зоря», «Зірка», і незабаром буде запущений модуль «Наука»).
В непілотований космонавтиці використання нових телекомунікаційних супутників, запуск яких став можливий за допомогою РН «Протон», стало важливим кроком для розвитку телебачення, телефонії і супутникового зв'язку в СРСР і Росії. Протоном були запущені супутники систем «Екран», «Екран-М», «Горизонт», «Галс» і «Експрес». Жоден інший радянський носій не мав достатньої енергетикою для доставки цих телекомунікаційних супутників безпосередньо на ДСО.
РН «Протон» також служила і для побудови оборонних систем і систем подвійного призначення. З її допомогою було розгорнуто частину єдиної системи супутникового зв'язку (ЕССС) на базі космічних апаратів «Веселка», «Радуга-1» і «Радуга-1М» (частина ЕССС, що складається з КА «Молнія-2» і «Молнія-3», на високоеліптичних орбітах була розгорнута за допомогою РН «Молнія»). Крім того, РН «Протон» виводила на ДСО різні супутники-ретранслятори систем Луч, Потік, і в даний час починається розгортання системи Гарпун. На додаток до цього, починаючи з 80-х років XX століття, РН «Протон» бере участь у розгортанні глобальної навігаційної супутникової системи «ГЛОНАСС» на базі КА серій «Ураган» і «Ураган-М», що запускаються по три апарати на одному «Протон».
У сфері наукових досліджень Сонячної системи за допомогою РН «Протон», починаючи з кінця 1960-х рр., Були виведені всі радянські і російські автоматичні міжпланетні станції для наукових досліджень Місяця, Венери, Марса, Фобоса, комети Галлея і ін Запустілими на РН «Протон» високоорбітальних апаратами «Астрон» і «Гранат» (на фото) проводилося дослідження дальнього космосу в ультрафіолетовому, гамма і рентгенівському діапазонах.
У той же час, попри те, що РН «Протон» була розроблена на початку 60-х років, і в даний час за своїми технічними і експлуатаційними характеристиками ця ракета-носій успішно конкурує з аналогічними іноземними РН. Так, за комерційними програмами компанії ILS, на жовтень 2011 року РН «Протон» використовувалася 68 раз, починаючи з першого польоту в 1996 році. Щороку проводиться по 10—12 стартів цієї РН, в той час як для іноземних РН важкого класу ця цифра не перевищує шести пусків.

### Аналоги
В даний момент у світі існує декілька ракет-носіїв важкого класу, порівнянних за характеристиками з РН «Протон-М». Нижче, в таблиці «Порівняння характеристик РН важкого класу», наведені основні характеристики останніх модифікацій цих РН.
Треба зауважити, що всі перераховані РН використовують космодроми, розташовані значно ближче до екватора, ніж Байконур. Це дає їм перевагу в масі корисного навантаження на різних орбітах. Крім того, закордонні РН використовують рідкий водень як паливо на верхніх щаблях, питома імпульс якого помітно вище (450 с проти 320 с у гептилу). Це дозволяє їм виводити значно більше навантаження на високі орбіти (ГПО, ДСО та відлітна), але в той же час помітно здорожує вартість пуску. Тим не менш, попри ці недоліки, а також будучи спадкоємцем понад 50-річного дизайну, РН «Протон-М» перевершує майже всі аналогічні РН (крім Delta IV) по масі корисного вантажу на низькій опорній орбіті (див. таблицю).
Хоча всі згадані ракети важкого класу можуть вважатися конкурентами, не все ними є, тому що не в змозі конкурувати з РН «Протон-М» по ряду аспектів: за ціною пуску, по масі корисного вантажу, що виводиться на ГПО, за вартістю кілограма корисного вантажу на орбіті і по можливості виробляти достатню кількість РН протягом року.
Основними конкурентами РН «Протон-М» за ціною і по виведеної корисного навантаження є європейська РН також важкого класу «Аріан-5» компанії «Аріанеспас» і міжнародний проєкт «Морський старт» з РН середньо-важкого класу «Зеніт». Крім того, конкурентами по масі корисного навантаження, що виводиться на орбіту, можуть вважатися американські носії «Atlas 5» і «Дельта-4», а також японський носій «H-IIB». Проте вартість останніх трьох згаданих РН значно перевищує вартість РН «Протон-М», і тому вони фактично не конкурують з «Протоном».
Іншим потенційним конкурентом є також китайська РН середньо-важкого класу «Великий похід-3B», але через заборону накладеного США на експорт американської високотехнологічної продукції в Китай (т. зв. «Міжнародні правила торгівлі зброєю» (International Traffic in Arms Regulations (ITAR)), в даний час ця РН використовується дуже мало.

#### Аріан-5
Компанія «Аріанеспас», яка виробляє і експлуатує РН «Аріан-5», в даний момент (жовтень 2011 р.) є лідером із запусків комерційних супутників, і їй належить близько 50-60 % цього ринку (в залежності від методики розрахунку). Хоча РН «Аріан-5» (варіант «Аріан ECA») коштує більш ніж вдвічі дорожче, ніж РН «Протон-М»— «Бриз-М» (близько $ 220 млн [102]), вона має велику вантажопідйомність, ніж "Протон ", і зазвичай виводить на ГПО по два супутника за один пуск, загальною масою до 9300 кг [117]. Варто, однак, відзначити, що пуски РН «Аріан-5» відбуваються з космодрому Куру, який розташований всього лише за 500 км від екватора, що дозволяє виводити на геостаціонарну орбіту корисне навантаження на 27 % більшої маси, ніж з космодрому Байконур.
Відповідно до цієї моделі, в останньому пуску 21 вересня 2011 РН «Аріан-5ECA» вивела на геоперехідну орбіту два супутники загальною масою 8974 кг (Arabsat-5C і SES-2) [118]. У таких випадках замовники поділяють вартість запуску, що дозволяє «Аріанеспас» конкурувати з РН «Протон»: так, наприклад, запуск супутника компанії Hughes Communications «Jupiter» масою 6100 кг на «Аріан-5» у 2012 році буде коштувати $ 110 млн, згідно з контрактом, підписаним на початку травня 2010 року.
Тим не менш постійна тенденція до збільшення маси геостаціонарних телекомунікаційних супутників загрожує економічній моделі «Аріанеспас». Останнім часом з'явилася велика кількість важких супутників масою до 6 т і більше. Цей факт ускладнив добірку «пар» супутників для РН «Аріан-5»: якщо перший «важкий» супутник важить в районі 6000 кг, то парний супутник повинен важити трохи більше 3000 кг, що не так-то просто знайти. У зв'язку з практичною неможливістю виводити супутники в режимі «соло» (за високої вартості РН «Аріан-5ECA»), «Аріанеспас» вимушена йти на тривалі затримки в пусках (аж до півроку).
Як наслідок зниження вартості «Протона» і збільшення вартості «Аріан-5», компанія ILS(англ.) значно збільшила свій портфель замовлень і навіть відбила деяких клієнтів у «Аріанеспас»: у березні 2009 року американська компанія ViaSat оголосила, що розриває контракт з «Аріанеспас» на запуск супутника «ViaSat-1» з тим, щоб провести запуск на «Протон».

#### Морський Старт
«Морський старт» — плавучий космодром для запуску українських ракет «Зеніт-3SL» і однойменний міжнародний консорціум з експлуатації космодрому «Морський старт», в даний час контрольований РКК Енергія.
Здійснюються старти зі стартової платформи «ODYSSEY» з екватора, звідки РН «Зеніт-3SL» здатна виводити на геоперехідну орбіту майже таке ж КН (6241 кг), що і РН «Протон-М» з Байконура. Проте можливості щодо виведення корисного навантаження на низьку навколоземну орбіту у середньо-важкого «Зеніту» істотно нижче (приблизно на дев'ять тонн), ніж у важкого «Протона».
РН «Зеніт-3SL» конструктивно простіше РН «Протон-М» і тому дешевше. До 2009 року вартість запуску при використанні «Морського старту» становила всього $ 45 млн, що, однак, призвело до банкрутства консорціуму і реструктуризації. 24 вересня 2011 «Морський старт» здійснив свій перший пуск після реструктуризації, після якої вартість запуску оцінювалася вже в $ 80 млн в 2010 році, що можна порівняти з вартістю запуску на РН «Протон».

### Критика РН «Протон»
Найбільш часто критикованим аспектом конструкції РН «Протон» є його паливо: несиметричний диметилгідразин (НДМГ або «гептил») є високотоксичним канцерогенною речовиною, яке вимагає особливо обережного поводження. Ураження НДМГ можливе в результаті вдихання парів або проникнення через шкіру. При легкому отруєнні симптомами можуть бути головний біль, нудота, запаморочення, підвищення артеріального тиску тощо. У цьому випадку можливе повне одужання через 5—6 днів після отруєння. При сильнішому отруєнні одужання може зайняти два тижні. В гіршому випадку отруєння гептилом може викликати багатогодинні судоми, втрати свідомості, набряк легенів тощо і в результаті призвести до смерті.
Крім того, при падінні відпрацьованих ступенів залишки пального (у випадку з «Протон-К» більше двох тонн гептилу) забруднюють ґрунт на місці падіння, що вимагає проведення дорогих заходів з очищення території: при проникненні в ґрунт гептил, завдяки своїй стабільності, зберігається там довгий час і здатний мігрувати за профілем ґрунту. При цьому уражена рослинність набуває вигляду «вареної» зелені. Окисник, який використовується в РН «Протон», азотний тетраоксид, може забруднювати нітратами і нітритами ґрунт і воду.
Нечисленні аварії РН «Протон» наносять ще більшої шкоди: у цьому випадку тонни НДМГ виливаються на ґрунт в місці падіння. Так, у 2007 році, РН «Протон-М» впала за 40 км від міста Жезказган. Росії довелося виплатити $ 2,5 млн за очистку території від гептилу.
Іншим недоліком гептилу є відносно низький питомий імпульс ракетних двигунів, які його використовують (288—330 с). Багато зарубіжних аналогів оснащені ракетними двигунами, що використовують кріогенне паливо (рідкий водень) на верхніх ступенях з питомим імпульсом близько 450 с, що дозволяє домогтися кращих результатів за масою корисного навантаження.

## Завершення випуску та експлуатації
В червні 2018 року Роскосмос заявив про рішення завершити роботи по проєкту Протон. Після випуску всіх вже законтрактованих ракет їх випуск буде припинений і в подальшому відбудеться перехід до випуску ракети Ангара. Виконання запусків Протона відбуватиметься орієнтовно до 2028 року.